# McLaren MP4-16
Der McLaren MP4-16 war der Formel-1-Rennwagen von McLaren für die Formel-1-Saison 2001. Angetrieben wurde er von einem Mercedes-Motor. Die Bereifung stellte Bridgestone.

## Lackierung und Sponsoring

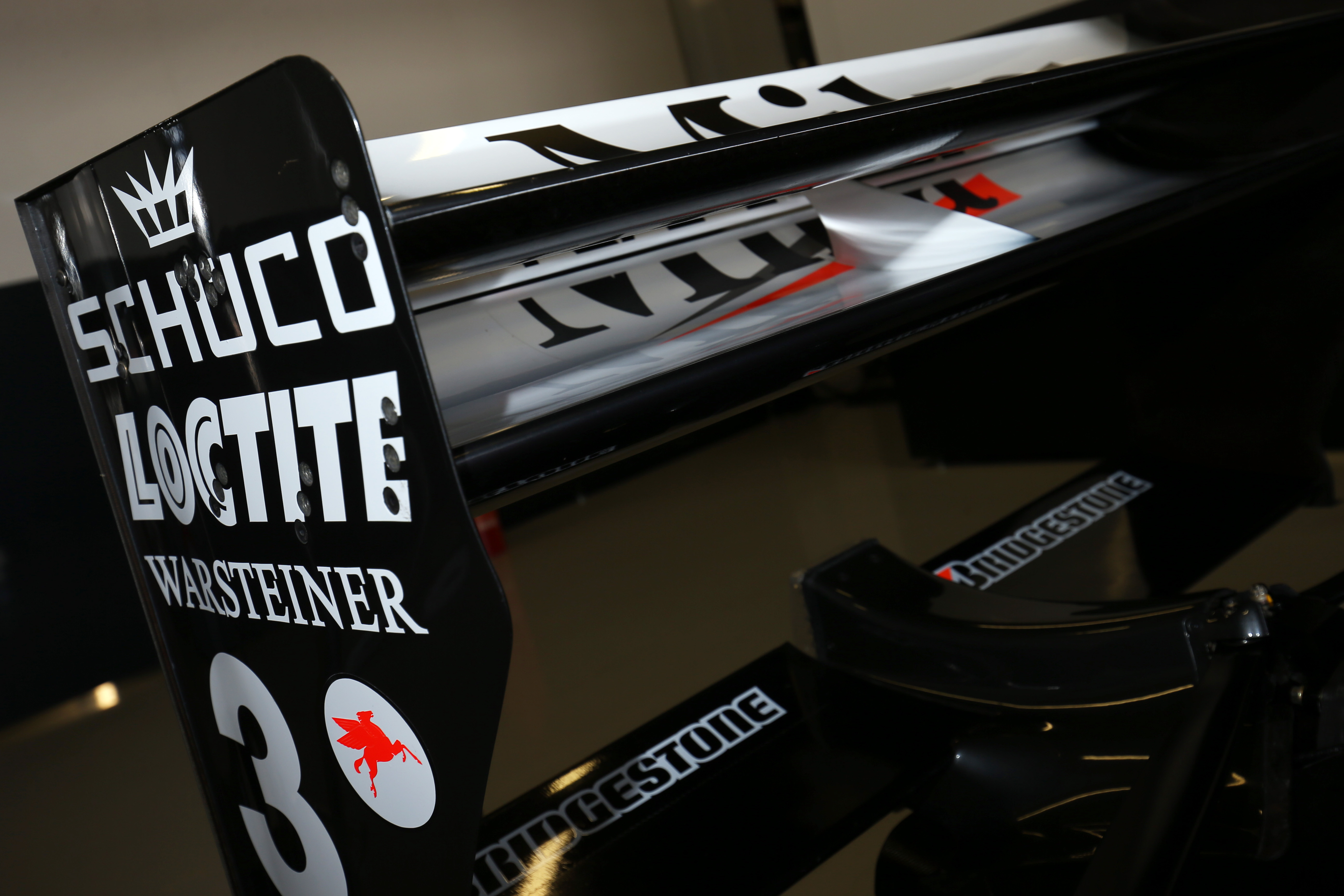
Detailansicht des Heckflügels

Die Grundierung des MP4-16 war schwarz auf den Seitenkästen und silber auf der Motorabdeckung, sowie dem Front- und Heckflügel. Darüber hinaus gab es rote Akzente am Frontflügel und an den Seitenkästen. Diese Lackierung ging maßgeblich vom Hauptsponsor, dem Zigarettenhersteller West, aus. Weitere Sponsoren waren Siemens, SAP und Mobil.
Bei Rennen in Ländern, in denen Zigarettenwerbung verboten war, wurde der Schriftzug West durch den jeweiligen Vornamen des Fahrers ersetzt.

## Fahrer

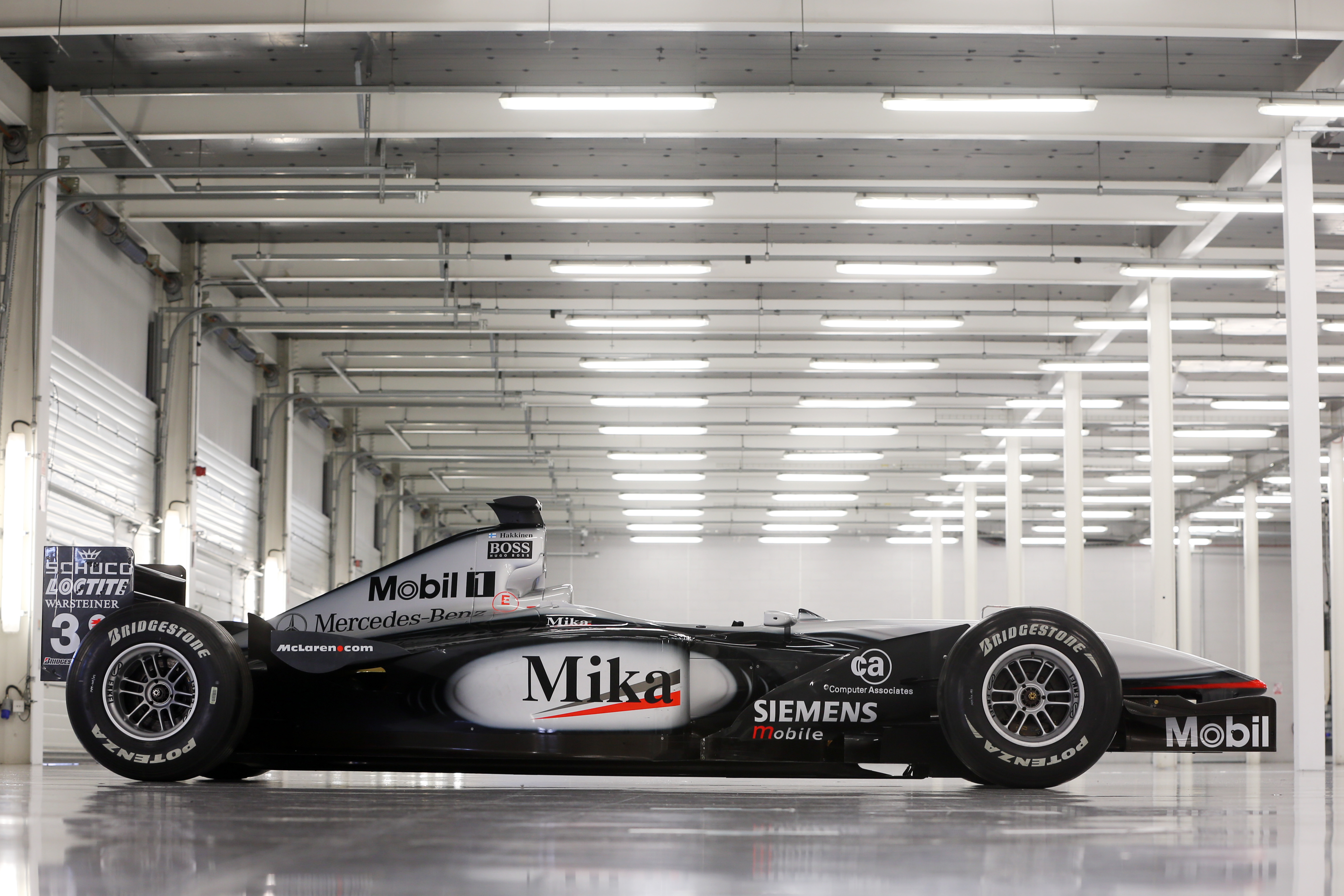
Seitenansicht des McLaren MP4-16 von Mika Häkkinen

Gefahren wurde der MP4-16 vom zweifachen Weltmeister Mika Häkkinen, sowie David Coulthard. Sie waren somit zum sechsten Mal in Folge das Fahrerduo für McLaren.

## Saison 2001
Nachdem Ferrari in der Saison 2000 beide Titel für sich entschied, sollte der MP4-16 den Anschluss an die Spitze bringen. Der große Erfolg blieb jedoch aufgrund der Überlegenheit des Ferraris und zahlreichen technischen Problemen am MP4-16 aus, sodass sich McLaren am Ende der Saison mit dem zweiten Platz begnügen musste.
David Coulthard blieb über die Saison schärfster Verfolger von Michael Schumacher. Nach dem vierten Saisonlauf in San Marino waren beide Fahrer noch punktgleich in der Meisterschaft. Danach fuhr Michael Schumacher sieben Mal in Folge auf das Podium (vier Siege, drei zweite Plätze), während Coulthard lediglich zweimal auf dem Podest stand (ein Sieg, einmal Dritter). Den daraus resultierenden Vorsprung konnte Coulthard nicht wieder wettmachen und wurde mit 65 WM-Punkten Vizemeister.
Der zweimalige Weltmeister Mika Häkkinen (1998, 1999) hatte während der Saison mit technischen Problemen zu kämpfen. Bis zum siebten Saisonrennen hatte er lediglich drei WM-Punkte einfahren können. Insgesamt stand Häkkinen nur drei Mal auf dem Podium (zwei Siege in Großbritannien und den USA, ein dritter Platz in Kanada). Er schloss die Saison mit 37 WM-Punkten als fünfter der Gesamtwertung ab und beendete seine Formel-1-Karriere.

## Ergebnisse
| Fahrer               | Nr.                  | 1   | 2 | 3   | 4 | 5  | 6   | 7   | 8   | 9 | 10  | 11  | 12  | 13 | 14 | 15  | 16 | 17 | Punkte | Rang |
| -------------------- | -------------------- | --- | - | --- | - | -- | --- | --- | --- | - | --- | --- | --- | -- | -- | --- | -- | -- | ------ | ---- |
| Formel-1-Saison 2001 | Formel-1-Saison 2001 |     |   |     |   |    |     |     |     |   |     |     |     |    |    |     |    |    | 102    | 2.   |
| M. Häkkinen          | 3                    | DNF | 6 | DNF | 4 | 9* | DNF | DNF | 3   | 6 | DNS | 1   | DNF | 5  | 4  | DNF | 1  | 4  | 102    | 2.   |
| D. Coulthard         | 4                    | 2   | 3 | 1   | 2 | 5  | 1   | 5   | DNF | 3 | 4   | DNF | DNF | 3  | 2  | DNF | 3  | 3  | 102    | 2.   |

| Legende  | Legende            | Legende                                                          |
| Farbe    | Abkürzung          | Bedeutung                                                        |
| -------- | ------------------ | ---------------------------------------------------------------- |
| Gold     | –                  | Sieg                                                             |
| Silber   | –                  | 2. Platz                                                         |
| Bronze   | –                  | 3. Platz                                                         |
| Grün     | –                  | Platzierung in den Punkten                                       |
| Blau     | –                  | Klassifiziert außerhalb der Punkteränge                          |
| Violett  | DNF                | Rennen nicht beendet (did not finish)                            |
| Violett  | NC                 | nicht klassifiziert (not classified)                             |
| Rot      | DNQ                | nicht qualifiziert (did not qualify)                             |
| Rot      | DNPQ               | in Vorqualifikation gescheitert (did not pre-qualify)            |
| Schwarz  | DSQ                | disqualifiziert (disqualified)                                   |
| Weiß     | DNS                | nicht am Start (did not start)                                   |
| Weiß     | WD                 | zurückgezogen (withdrawn)                                        |
| Hellblau | PO                 | nur am Training teilgenommen (practiced only)                    |
| Hellblau | TD                 | Freitags-Testfahrer (test driver)                                |
| ohne     | DNP                | nicht am Training teilgenommen (did not practice)                |
| ohne     | INJ                | verletzt oder krank (injured)                                    |
| ohne     | EX                 | ausgeschlossen (excluded)                                        |
| ohne     | DNA                | nicht erschienen (did not arrive)                                |
| ohne     | C                  | Rennen abgesagt (cancelled)                                      |
| ohne     | keine WM-Teilnahme |                                                                  |
| sonstige | P/fett             | Pole-Position                                                    |
| sonstige | 1/2/3/4/5/6/7/8    | Punktplatzierung im Sprint-/Qualifikationsrennen                 |
| sonstige | SR/kursiv          | Schnellste Rennrunde                                             |
| sonstige | *                  | nicht im Ziel, aufgrund der zurückgelegten Distanz aber gewertet |
| sonstige | ()                 | Streichresultate                                                 |
| sonstige | unterstrichen      | Führender in der Gesamtwertung                                   |